# Elatostema brunneolum
Elatostema brunneolum är en nässelväxtart som beskrevs av Adolph Daniel Edward Elmer. Elatostema brunneolum ingår i släktet Elatostema och familjen nässelväxter. Inga underarter finns listade i Catalogue of Life.